# 勒佩里耶 (伊泽尔省)
勒佩里耶（法語：Le Périer，法語發音：[lə peʁje]）是法国伊泽尔省的一个旧市镇，位于该省东南部，属于格勒诺布尔区。2019年，勒佩里耶与市镇尚特卢沃合并为新市镇尚特佩里耶。

## 地理
勒佩里耶（44°56'13"N, 5°58'24"E）面积47.99 平方千米，位于法国奥弗涅-罗讷-阿尔卑斯大区伊泽尔省，该省份为法国东南部内陆省份，北起顺时针与安省、萨瓦省、上阿尔卑斯省、德龙省、阿尔代什省、卢瓦尔省和罗讷省。
与勒佩里耶接壤的市镇（或旧市镇、城区）包括：瓦尔博奈、瓦尔茹夫雷、瓦桑堡、尚特卢沃、昂特赖格、拉瓦尔当斯、拉蒂耶地区奥里。

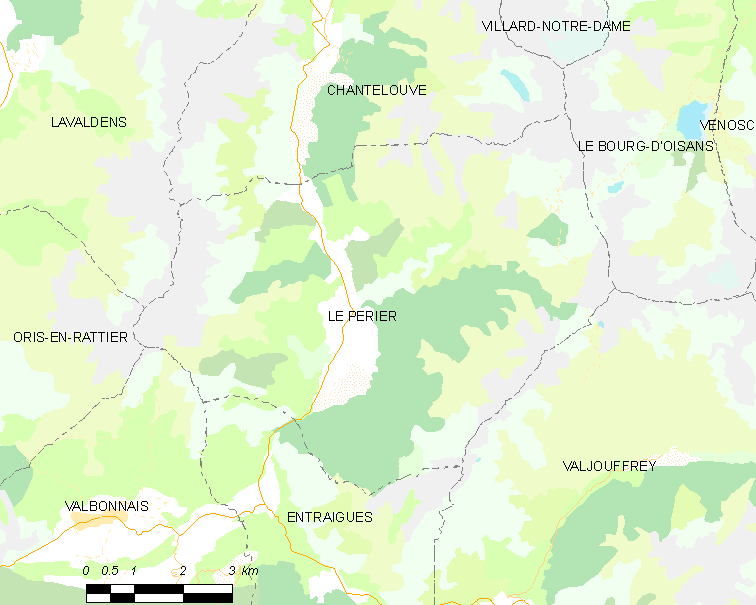
的OSM定位图

勒佩里耶的时区为UTC+01:00、UTC+02:00（夏令时）。

## 行政
勒佩里耶的邮政编码为38740，INSEE市镇编码为38302。

## 政治
勒佩里耶所属的省级选区为马泰西讷-特列沃县。

## 人口

1962-2008年间人口变化图示

勒佩里耶于2018年1月1日时的人口数量为119人。